# 中華民国臨時政府 (1937年-1940年)

中華民国臨時政府
中華民國臨時政府

国の標語: 和平、反共、建國
新民主義国歌: 卿雲歌

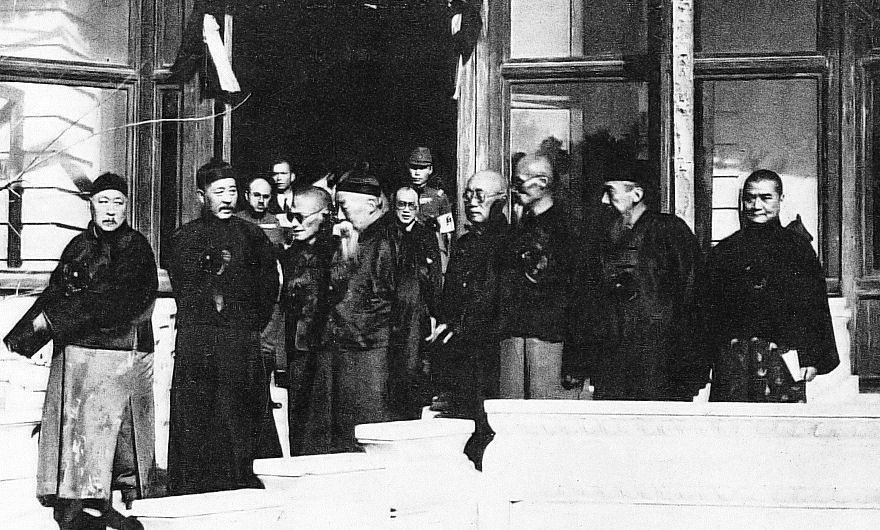
中華民国臨時政府要人
_{左から高凌霨・斉燮元・王克敏・江朝宗・董康・湯爾和・王揖唐・朱深}

中華民国臨時政府（ちゅうかみんこくりんじせいふ）は、1937年12月14日から1940年3月30日まで存在した中華民国の臨時政府。
北京で成立し、当時日本占領下にあった河北省、山東省、河南省、山西省の華北四省、北京市および天津市、青島市といった地区を統治した。1940年に汪兆銘政権に吸収合併されたが、華北政務委員会へと改編され終戦まで統治を続けた。

## 日本占領下の北京
1937年7月に盧溝橋事件が勃発し、7月25日の郎坊事件と26日の広安門事件で中国29軍が日本軍を攻撃すると、28日、日本は北支総攻撃を決定し、7月29日北京は陥落した。当時の北京市民によれば、北京入りした日本軍の規律は悪くなく、殺人もせず、店は閉められていたが店に押し入るようなこともなく、日本兵は外で弁当箱を持って食べていたという。
日本軍は平津治安維持委員会を設置し占領統治を開始した。12月14日に湯爾和を首脳とする中華民国臨時政府を宣言した。1935年に成立していた冀東防共自治政府もこの臨時政府に合流した。
日本政府は1938年1月、「国民政府を相手とせず」声明を発表して臨時政府に期待をかけた。1938年5月に北支那開発株式会社を成立させ、 日本は北京で政治、軍事、文化、経済体制をほぼ確立した。独自の通貨として中国聯合準備銀行券（聯銀券）を発行し、華北自治軍という軍事組織を保有していた。
1940年3月に南京で汪兆銘が南京国民政府を樹立すると、臨時政府は吸収合併された。その後は華北政務委員会へと改編され、臨時政府の統治機構を継承して終戦まで続いた。

## 梁鴻志との合流交渉
北京・上海大使館参事官だった森島守人によると、臨時政府創設当初から、王克敏は華中にいた梁鴻志一派との合流、南北統一政権の樹立を構想していた。「臨時政府」という名称とし、また、内政（内務）と外交（外務）の部級機関を当初設置しなかったのは、梁らの受入れが狙いとされる。なお、統一政権での内政部長には梁、外交部長には廉隅を想定していたという。
華中側では、梁鴻志らはもちろんとして、上海特務方面の原田熊吉や楠本実隆らも王克敏の統一政権構想を支持していた。ところが、中支那方面軍司令官・松井石根やその部下の臼田寛三・長勇らは、華中にこそ中央政権を築くべきとして華北（北京）主導の統一政権構想に反対した。挙句には、臼田・長らが当時無名だった王子恵を華中政権首脳に擁立しようと目論んだ。しかし、王子恵は正体不明の人物だったために日本政府や陸海軍から承認を得られず、その擁立は頓挫した。
それでも、松井石根は華中政権樹立自体について堅持し、梁鴻志・温宗尭・陳群の3人に政権樹立を指示した。結局のところ梁は松井の意向を受けて中華民国維新政府を創設し（1938年3月28日）、王克敏との南北鼎立に踏み切らざるを得なかったのである。この事態急転に王克敏は激怒し、一度は政府首脳全員で辞表提出の挙に及ぼうとしたが、日本側の説得で踏みとどまっている。
なお日本政府は、中華民国臨時政府に対しては将来の中央政府にすると約束していた。一方、中華民国維新政府については同年3月24日の閣議で「中支新政権」は「一地方政権」であり「北支臨時政府に合併統一」されるとしていた。1938年3月28日の維新政府成立宣言でも「臨時的ノモノ」と明言されている。
同年9月22日、将来の統一政権樹立の準備機関として、臨時政府と維新政府による中華民国政府聯合委員会が成立した。首席（主席とも）委員は王克敏、委員は臨時政府側が王克敏・王揖唐・朱深（常務委員）、維新政府側が梁鴻志・陳群・温宗尭（常務委員）・陳籙（事務局長）、非委員の政務処長が維新政府側の夏奇峯となった。
ところがこの後、汪兆銘（汪精衛）を長とする新政権構想が持ち上がり、統一政権をめぐる交渉は複雑さを増していく。結局のところ、1940年（民国29年）3月30日に南京国民政府（汪兆銘政権）が成立したため、臨時政府に対する「中央政府化」という日本政府の約束は反故にされてしまった。

## 国旗
国旗には中華民国の旧国旗である五色旗が使用されていた。他に「和平、反共、建國」の文字の入った旗があったともされる。

## 政権人事
中華民国臨時政府の最高指導部は、議政委員会委員長の湯爾和、行政委員会委員長の王克敏、司法委員会委員長の董康による三権分立体制となっていた。しかし、行政部門を掌握する行政委員会の権限は幅広く、事実上の最高指導者と見なされたのは王であった。臨時政府の構成員は、元北京政府の官僚が多数を占めていた。
内政（内務）と外交（外務）の部級機関が当初設置されなかったのは、上述のとおり、「臨時政府」という性格や梁鴻志一派への配慮が理由と見られる。
下記は1937年12月14日の創設時のものである。なお、江朝宗は王克敏と対立したため、翌年1月5日に早くも北京特別市市長を辞職した。高凌霨も1937年12月中に河北省長へ（事実上）改任された。翌1938年9月18日の機構改革で内政部が新設されたが、外交の部級機関は最後まで設置されなかった。
| 人名   | 写真 | 官職                                             | 北京政府での前職       |
| ------ | ---- | ------------------------------------------------ | ---------------------- |
| 王克敏 |      | 行政委員会委員長兼議政委員会常務委員兼行政部総長 | 財政総長               |
| 湯爾和 |      | 議政委員会委員長兼常務委員兼教育部総長           | 財政総長               |
| 董康   |      | 司法委員会委員長兼議政委員会常務委員             | 司法総長・財政総長     |
| 朱深   |      | 議政委員会常務委員兼法部総長                     | 外交総長・司法総長     |
| 王揖唐 |      | 議政委員会常務委員兼振済部総長                   | 内務総長               |
| 斉燮元 |      | 議政委員会常務委員兼治安部総長兼華北治安軍司令   | 江蘇督軍               |
| 江朝宗 |      | 議政委員会委員兼北京特別市長                     | 歩軍統領               |
| 高凌霨 |      | 議政委員会委員兼天津特別市長                     | 内務総長・国務総理代理 |

### 議政委員会委員一覧

#### 委員長
- 湯爾和　（1937.12.14 - 1940.3.30）

#### 常務委員
- 湯爾和　（1937.12.14 - 1940.3.30）兼任
- 王克敏　（1937.12.14 - 1940.3.30）
- 董康　（1937.12.14 - 1940.3.30）
- 朱深　（1937.12.14 - 1940.3.30）
- 王揖唐　（1937.12.14 - 1940.3.30）
- 斉燮元　（1937.12.14 - 1940.3.30）

#### 委員
- 江朝宗　（1937.12.14 - 1940.3.30）
- 高凌霨　（1937.12.14 - 1940.3.4）※死去
- 王蔭泰　（1938.4.4 - 1940.3.30）
- 馬良　（1938.4.4 - 1940.3.30）
- 余晋龢　（1938.4.27 - 1940.3.30）
- 潘毓桂　（1938.4.27 - 1940.3.30）
- 汪時璟　（1938.9.30 - 1940.3.30）
- 蘇体仁　（1939.3.5 - 1940.3.30）
- 趙琪　（1939.3.5 - 1940.3.30）

#### 秘書長
- 方宗鰲　（1938.1.1 - 1939.1.6）
- 黎世蘅　（1939.1.6 - 1940.3.30）

### 行政委員会人事一覧

#### 行政委員会

##### 委員長
- 王克敏　（1937.12.14 - 1940.3.30）

##### 秘書長
- 祝書元　（1938.1.1 - 1938.12.24）
- 瞿益鍇　（1938.12.26 - 1940.3.30）

#### 行政部（1938.9.18廃止）

##### 総長
- 王克敏　（1937.12.14 - 1938.9.18） 兼任

##### 次長
※任命無し

##### 秘書長
※任命無し

#### 教育部

##### 総長
- 湯爾和　（1937.12.14 - 1940.3.30）

##### 次長
- 黎世蘅　（1938.1.1 - 1939.1.6）
- 方宗鰲　（1939.1.6 - 1940.3.30）

##### 秘書長
※任命無し

#### 法部

##### 総長
- 朱深　（1937.12.14 - 1940.3.30）

##### 次長
- 朱深　（1938.1.1 - 1939.10.9）兼任
- 祝書元　（1939.10.9 - 1940.3.30）

##### 秘書長
- 祝書元　（1938.12.24 - 1940.3.30）兼任

#### 振済部（1938.9.18廃止）

##### 総長
- 王揖唐　（1937.12.14 - 1938.9.18）

##### 次長
- 王揖唐　（1938.1.1 - 1938.4.8）兼任
- 姚国楨　（1938.4.8 - 1938.9.18）

##### 秘書長
- 夏清貽　（1938.1.1 - 1938.9.18）

#### 治安部

##### 総長
- 斉燮元　（1937.12.14 - 1940.3.30）

##### 次長
- 王永泉　（1938.1.1 - 1940.3.30）

##### 秘書長
- 劉潜　（1938.1.1 - 1940.3.30）

#### 実業部（1938.4.4設置〈行政部実業局が昇格〉）

##### 総長
- 王蔭泰　（1938.4.4 - 1940.3.30）

##### 次長
- 陸夢熊　（1939.3.24 - 1940.1.2）※死去
- 岳開先　（1940.3.9 - 1940.3.30）署理

##### 秘書長
- 張万禄　（1938.6.17 - 1940.3.30）

#### 内政部（1938.9.18設置）

##### 総長
- 王揖唐　（1938.9.18 - 1940.3.30）

##### 次長
※任命無し

##### 秘書長
- 呉甌　（1939.8.9 - 1940.3.30）[10]

#### 財政部（1938.9.18設置）

##### 総長
- 汪時璟　（1938.9.18 - 1940.3.30）

##### 次長
- 熊正瑗　（1938.9.28 - 1940.3.30）

##### 秘書長
※任命無し

#### 建設総署（1938.3.12設置）

##### 署長
- 殷同　（1938.3.12 - 1940.3.30）

##### 副署長
- 李宣威　（1938.3.12 - 1938.9.29）兼任（行政委員会交通局局長）
- 楊廷溥　（1938.9.29 - 1940.2.13）
- 周迪平　（1940.2.13 - 1940.3.30)

#### 振務委員会（1938.10.22設置）

##### 委員長
- 王揖唐　（1938.10.22 - 1939.3.9）兼任
- 高凌霨　（1939.3.9 - 1940.3.4）※死去

## 行政区画
4省・3特別市を管轄した。
省政府は省公署と称され下部に省長、秘書処、参事室、顧問室、民生庁、財政庁、教育庁、建設庁、警務庁が設置された。市政府には市長、参事、秘書処、社会局、財政局、教育局、工務局、衛生局、警察局が設置されていた。
なお、1940年3月30日に汪兆銘政権が成立し、臨時政府が華北政務委員会に改組された際には、その時点での4省長・3市長は全員が重任となった。

### 河北省
1938年1月6日に省政府公署成立（ただし、高凌霨は前月に省長就任済）。歴代省長は下記のとおり。
- 高凌霨（1937.12.?? - 1939.3.9）※1938.1.5まで天津特別市長兼任。
- 呉賛周（1939.3.9 - 1940.3.30）※1939.3.9 - 1939.6.23は保定道尹在職のまま代理。1939.6.23以降は署理

### 山東省
1938年3月5日に省政府公署成立。歴代省長は以下のとおり。
- 馬良（1938.3.5-1939.1.13）※就任時は署理。後に正式就任の可能性あり
- 唐仰杜（1939.1.13 - 1940.3.30）※1939.1.13 - 1940.1.13署理、1940.1.13正式就任

### 河南省
1938年4月20日に省政府公署成立（河南省自治政府を改組）。歴代省長は以下のとおり。
- 蕭瑞臣（1938.4.20 - 1939.6.10）※署理
- 陳静斎（1939.6.10 - 1940.3.30）※1939.6.10 - 1939.8.9は豫北道尹在職のまま代理。1939.8.9以降は署理

### 山西省
1938年6月21日に省政府公署成立。省長は蘇体仁。
- 蘇体仁（1938.6.21 - 1940.3.30）

### 北京特別市
1937年12月14日に市公署成立（北平治安維持会を改組）。歴代市長は下記のとおり。
- 江朝宗（1937.12.14 - 1938.1.5）
- 余晋龢（1938.1.5 - 1940.3.30）

### 天津特別市
1937年12月14日に市公署成立（天津治安維持会を改組）。歴代市長は下記のとおり。
- 高凌霨（1937.12.14 - 1938.1.5）※後に河北省長を兼任
- 潘毓桂（1938.1.5 - 1939.4.25）※1939.3.24 - 1939.4.25は津海関監督の温世珍が在職のまま省長代行
- 温世珍（1939.4.25 - 1940.3.30）

### 青島特別市
1939年1月9日に市公署成立（青島治安維持会を改組）。市長は趙琪。
- 趙琪（1939.1.9 - 1940.3.30）

## 顧問・参議
行政委員会組織大綱第6条によれば、行政委員会は「顧問」・「参議」・「諮議」を「行政委員会が行政上の実益を得るために任用」することができる、と規定している。同条の文言から判断する限り、臨時政府における何らかの実質的な権限が顧問などに付与されているとは見なしがたい。
なお、日本人顧問については別の協定（後述）により地位が取り決められており、行政委員会組織大綱が直接適用されないと考えられる。

### 臨時政府最高顧問
「最高顧問」という地位を明確に規定している臨時政府法令は見当たらないが、後述するように行政委員会から俸給が支払われている点からして、行政委員会組織大綱第6条の「顧問」に該当するものと思われる。1938年（民国27年）1月20日、呉佩孚と曹汝霖の最高顧問への就任が決定された。ただし、最高顧問の任命については、臨時政府の『政府公報』に記載が見当たらない。
- 呉佩孚（1938.1.20 - 1939.12.4 ※死亡）
- 曹汝霖（1938.1.20 – 1940.3.30）

曹汝霖によれば、この最高顧問の地位は「有名無実」で「仕事もなく」、行政委員会から月1,000元（円）の俸給を貰うのみであった（後に、俸給が足りないという呉佩孚の要求により月3,000元になった）という。なお、北京政府時代からの因縁もあって、呉と曹の両名はこの時も深刻な不仲にあった。また、この頃の呉は陸宗輿と組んで紅卍字会の活動に耽っており、政界での再起の意志すらうかがいがたかったという。

### 行政委員会顧問
臨時政府『政府公報』の記録によれば、1938年（民国27年）4月12日、労之常が行政委員会顧問に任命されており、この地位に就いた人物としては唯一と見られる。労は北京政府で交通部次長にまでなった人物であり、後述する参議たちに比べると、官歴では明らかに格上と言える。

### 行政委員会参議
各種資料により下記の7人が行政委員会参議に就任したと確認できるが、池宗墨を除き臨時政府『政府公報』に参議任命関連の記述は見当たらない。また、池は特任官待遇であるが、他の参議も同様かどうかは不明となっている。
なお、参議の中で梁亜平は教育部参事、林文龍は実業部参事を兼任しているため、臨時政府内における参議は参事と同程度であり、また、顧問よりは格下の地位と見なされていた可能性が高い。
- 1938年1月7日任命[11]
  - 冷家驥
  - 鄒泉蓀
  - 周肇祥　※短期間で辞任したと見られる[21]。
  - 梁亜平　※教育部参事を兼任
- 1938年2月5日任命[22]
  - 池宗墨
- 任命時期不明（1938年6月までには任命済）[23]
  - 王琦
  - 林文龍　※実業部参事を兼任

### 日本からの顧問
1938年（昭和13年）4月27日、臨時政府の政治的建設に対する協力援助を目的とする「行政法制軍事の三顧問派遣に関する政治協定」（「日支政治助成協定」とも）が日中双方により調印された。これにより、華北（北支）の行政・法制・治安（軍事）の3部門に日本側が下記のとおり顧問を置き、臨時政府を支援することになった。
- 行政顧問：湯沢三千男
- 法制顧問：大達茂雄
- 治安顧問：永津佐比重